# Moche (Trujillo)
Moche es una ciudad peruana, capital del distrito homónimo, ubicado en la provincia de Trujillo en el  departamento de La Libertad. Alberga una población de 42 mil hab. según estimaciones del INEI para 2020.
Se encuentra conurbada con la ciudad de Trujillo formando parte de Trujillo Metropolitano. Se ubica en el valle de Moche, antiguamente fue el centro de desarrollo de la milenaria cultura mochica. Actualmente es un destino importante del circuito turístico denominado la Ruta Moche.

## Toponimia
Según el historiador Mariano Paz Soldán, el término muchi es una palabra quechua que quiere decir ‘enjuagar la boca’ o ‘masticar maíz para hacer chicha’.[cita requerida]
Pedro de Villagómez opina que la palabra española «mochar» quiere decir ‘cortar, podar’ y también ―en otro idioma, que podría ser quechua o mochica― significa ‘besar’ o ‘rendir homenaje religioso’.[cita requerida]
Enrique Brüning (corroborado por Larco Hoyle en el estudio antiguo del idioma mochica) sostiene que la palabra mochika significa ‘reverencia’ o ‘adoración religiosa’.'
El lingüista J. M. B. Farfán dice que la palabra moche deriva del quechua, y que muchi significa ‘barrillo’ o también ‘barro’, siendo estas características atribuibles a este pueblo antiguo.[cita requerida]
No se sabe a ciencia cierta cuándo los españoles cambiaron el término "muchi" por "moche" (posiblemente porque les sonaba mejor).[cita requerida]

## Historia

### Época precolombina

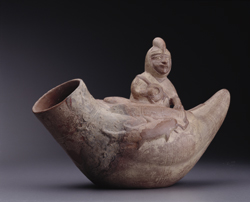
Pescador mochica.

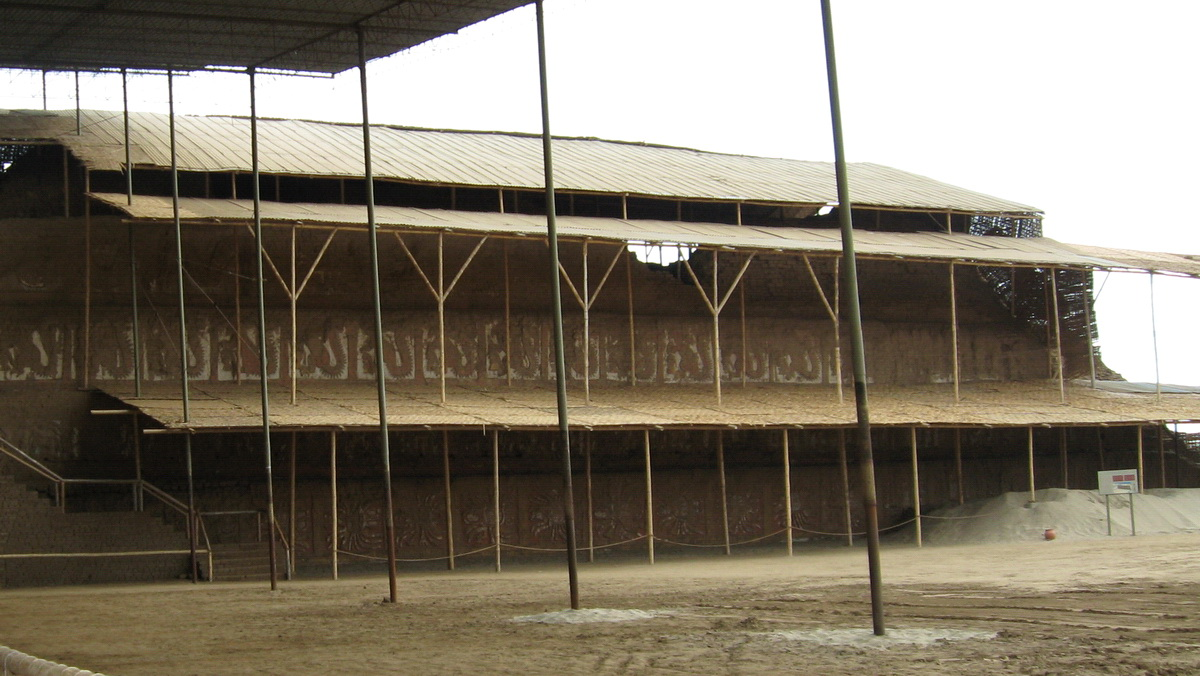
Huaca de la Luna (capital religiosa de los mochicas).

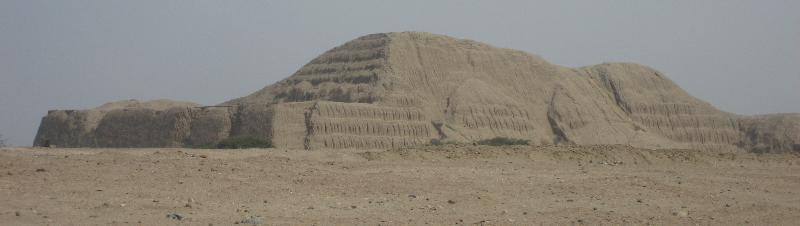
Huaca del Sol (capital política de los mochicas).

Las evidencias de la presencia del hombre en la costa moche se remonta a hace unos 10 000 años, según los restos encontrados en Quirihuac (en el valle de Moche) y Paiján (en Chicama). 
Estos antepasados mochicas vivieron por milenios la experiencia de todos los pobladores del Perú prehistórico, que pasaron progresivamente de recolectores a productores naturales, aprendieron a domesticar plantas y animales y mejoraron su incipiente tecnología de la pesca y la recolección de mariscos. Las investigaciones arqueológicas ubican este tránsito entre el 6000 y el 4000 a. C.
Alcanzaron su mayor desarrollo agrario entre el siglo III a. C. y el siglo I d. C., coincidente con la organización y auge de la cultura mochica, que se extendía desde Piura hasta el departamento de Áncash y las inmediaciones de Lima (Collique) en el sur.
Los mochicas ―a partir de siglo I a. C. y a lo largo de toda la Costa Norte― se constituyeron en la primera cultura de la zona, con avances tecnológicos, sociales y políticos. Como ocurrió con sus antecesores cupisnique, los mochicas fueron un conjunto de Estados independientes integrados por lazos culturales y religiosos, entre los que destacan por su extensión el Estado mochica del Norte, con sede en Lambayeque (Sicán, Sipán) y el Estado mochica del Sur, con sede en los valles de Chicama y Moche, cuyos restos arqueológicos son actualmente materia de investigación, especialmente la Huaca del Brujo (en Magdalena de Cao) y el complejo arqueológico de las huacas de Moche (el del Sol y el de la Luna). Muchos siglos después, en 1550, esta zona fue la sede del señorío de Changuco, citado en la disputa entre los encomendadores Melchor Verdugo y Rodrigo Lozano por la posesión del señorío de Guamán, en la ribera izquierda del río Moche.

### Época colonial
La irrupción española en la zona produjo en 1535 con la fundación de la aldea de Trujillo, que se materializó con el trazo de un plano y la distribución de solares entre los vecinos. Se afectó así por primera vez el territorio mochica a favor de foráneos. En 1550 la población nativa de Moche seguía ocupando sus antiguos emplazamientos en ambas márgenes del río Moche, coexistiendo los señoríos de Guamán ―con sede en el pueblo Chichi― y el de Changuco (Moche Viejo) ―con sede en el poblado del mismo nombre, ubicado en las inmediaciones del santuario mochica (Huacas del Sol y de la Luna).

### Fundación española
En cuanto a la instalación de la aldea española de Moche sobre la aldea indígena de Muchi, existen cuatro versiones:
- Fue fundada el día de Santa Lucía en diciembre de 1534.
- Entre 1536 y 1537, según el capitán intendente Diego de Mora, que dijo haberla fundado.
- En 1549, según una reducción de Indias (para facilitar la recaudación de impuestos) analizada por el Dr. Víctor Antonio Rodríguez Suy Suy, y que se tomó como fecha de creación histórica de Moche como ciudad hispana en el Cabildo del 17 de octubre de 1979.
- 1556, según el Dr. Jorge Cevallos Quiñónez.[7]

## Clima
| Parámetros climáticos promedio de Moche | Parámetros climáticos promedio de Moche | Parámetros climáticos promedio de Moche | Parámetros climáticos promedio de Moche | Parámetros climáticos promedio de Moche | Parámetros climáticos promedio de Moche | Parámetros climáticos promedio de Moche | Parámetros climáticos promedio de Moche | Parámetros climáticos promedio de Moche | Parámetros climáticos promedio de Moche | Parámetros climáticos promedio de Moche | Parámetros climáticos promedio de Moche | Parámetros climáticos promedio de Moche | Parámetros climáticos promedio de Moche |
| Mes                                     | Ene.                                    | Feb.                                    | Mar.                                    | Abr.                                    | May.                                    | Jun.                                    | Jul.                                    | Ago.                                    | Sep.                                    | Oct.                                    | Nov.                                    | Dic.                                    | Anual                                   |
| --------------------------------------- | --------------------------------------- | --------------------------------------- | --------------------------------------- | --------------------------------------- | --------------------------------------- | --------------------------------------- | --------------------------------------- | --------------------------------------- | --------------------------------------- | --------------------------------------- | --------------------------------------- | --------------------------------------- | --------------------------------------- |
| Temp. máx. media (°C)                   | 25.1                                    | 25.8                                    | 25.9                                    | 24.4                                    | 23.2                                    | 20.8                                    | 20.9                                    | 20.4                                    | 20.5                                    | 20.8                                    | 22                                      | 23.6                                    | 22.8                                    |
| Temp. media (°C)                        | 21                                      | 21.9                                    | 21.9                                    | 20.6                                    | 19.4                                    | 17.7                                    | 17.4                                    | 17.1                                    | 17.2                                    | 17.4                                    | 18.3                                    | 19.4                                    | 19.1                                    |
| Temp. mín. media (°C)                   | 17                                      | 18                                      | 18                                      | 16.8                                    | 15.6                                    | 14.6                                    | 14                                      | 13.9                                    | 13.9                                    | 14.1                                    | 14.6                                    | 15.2                                    | 15.5                                    |
| Fuente: climate-data.org                |                                         |                                         |                                         |                                         |                                         |                                         |                                         |                                         |                                         |                                         |                                         |                                         |                                         |

## Galería de fotos

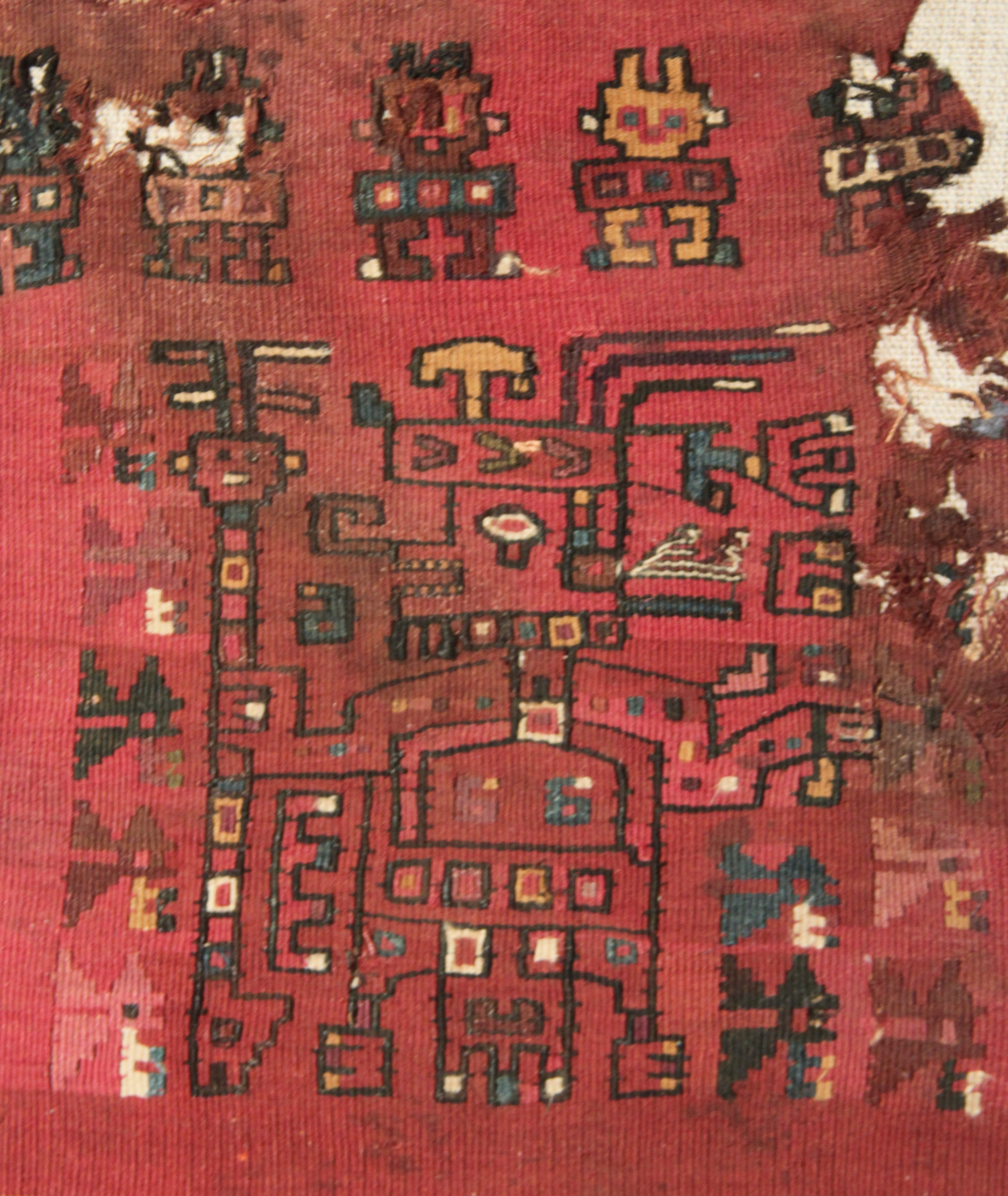
Tapiz mochica.

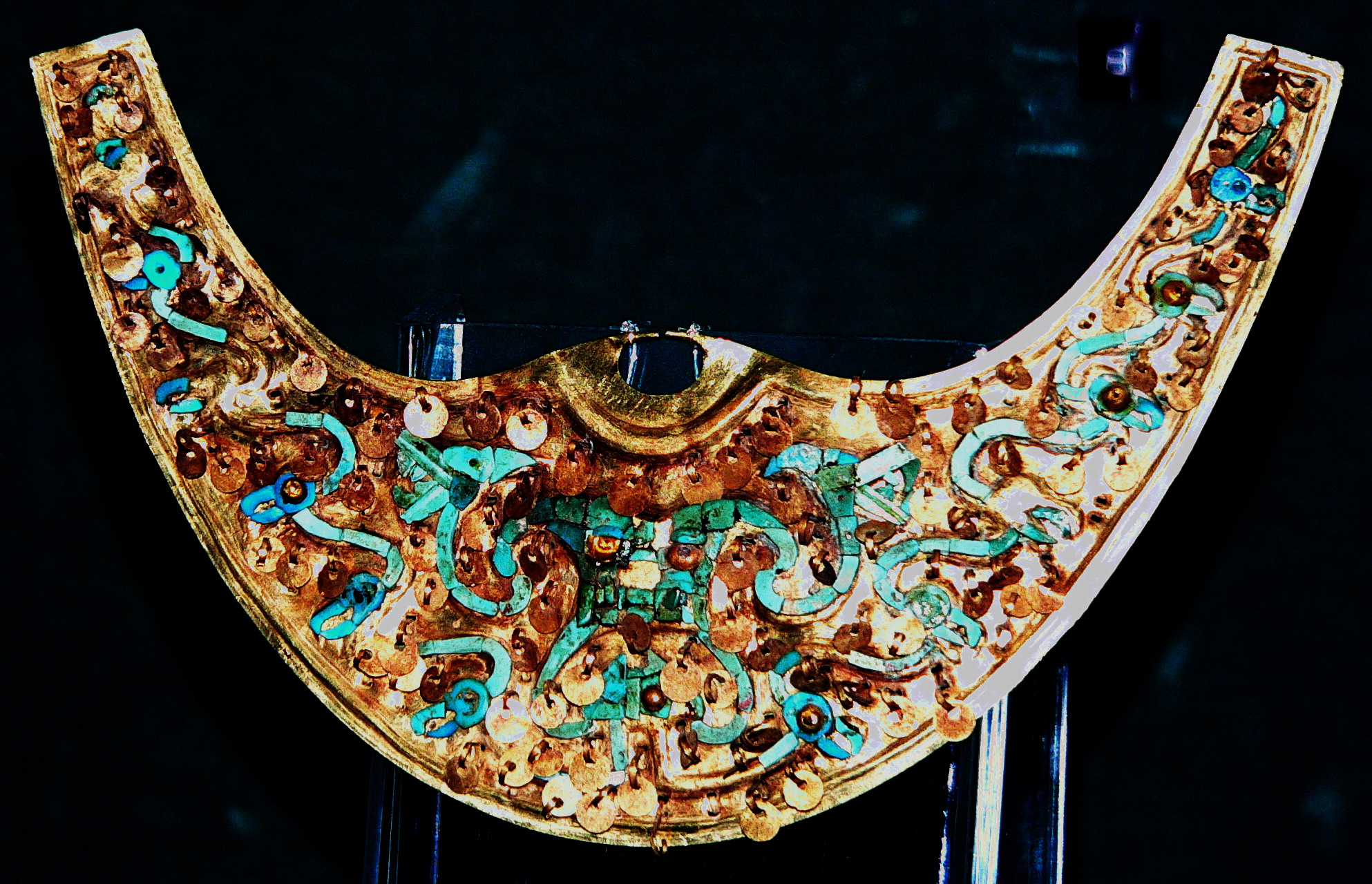
Nariguera mochica.

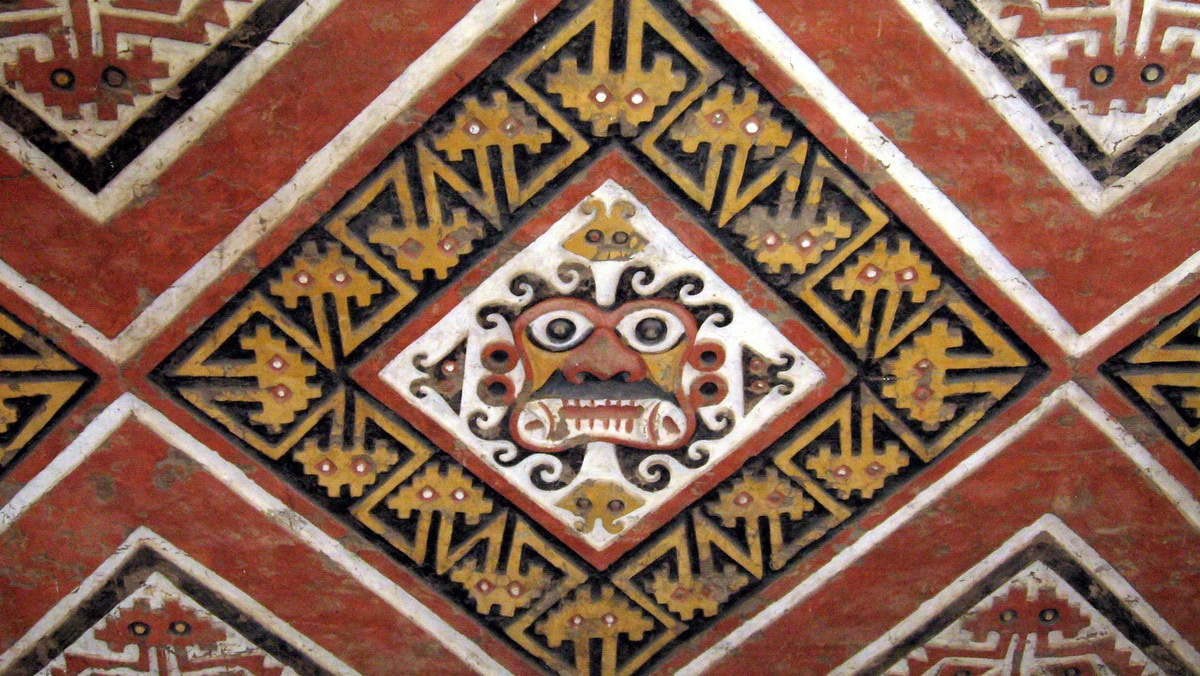
Dios mochica Aiapaek
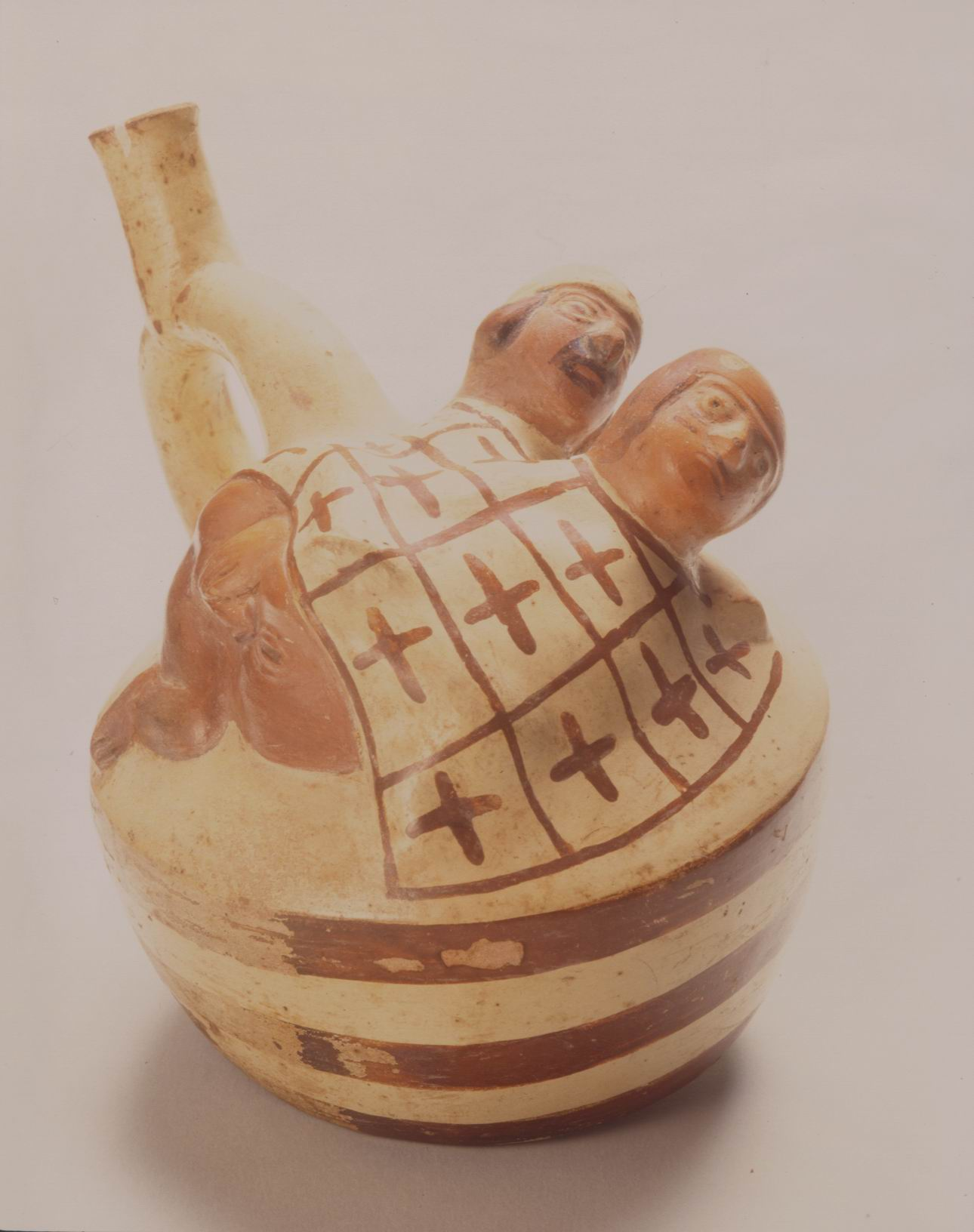
Cerámica erótica mochica
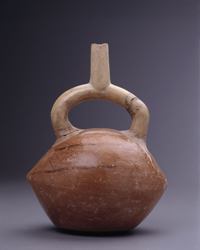
Vasija mochica
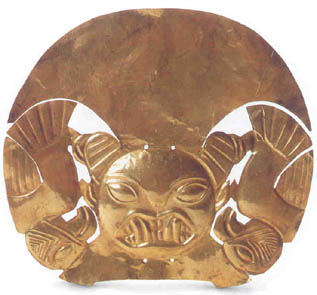
Tocado mochica
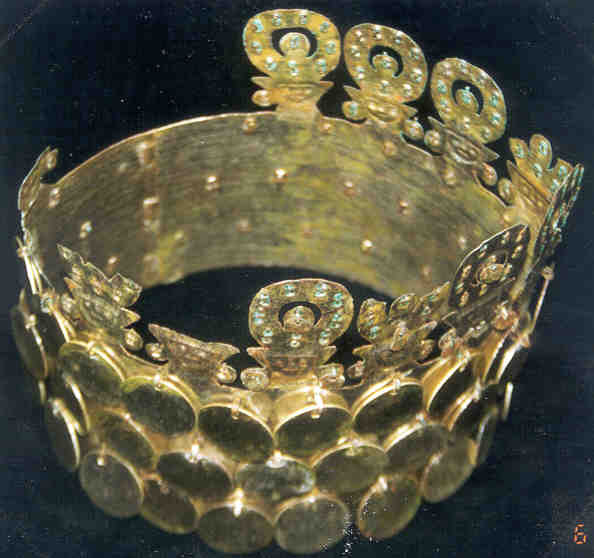
Arte orfebre mochica

## Festividades
- Feria de San José, Cada año Las Delicias se viste de gala para celebrar la fiesta de San José realizada durante los días 17,18,y 19 de marzo; es una fiesta patronal convertida en tradición con fuerte influencia española, en la que se disfrutan diversas actividades para adultos, jóvenes y niños, los anfitriones de la fiesta son José y Josefa así como la Maja; el evento se inicia con la designación de personajes, actividades de tascas, tunas, bailes flamencos, etc. Esta fiesta viene acompañada de una procesión del santo patrón San José, el desfile de modas, la corrida de toros , el pasacalle de los personajes, la pamplonada y el toromatch en el cual intervienen varios equipos de otras localidades como Huanchaco, Pacasmayo, etc. Algunas casas del balneario que se convierten en tascas y lucen motivos españoles como banderines, grimaldas, afiches.[9][10]
- Festividad Regional de Semana Santa de Moche, declarada Patrimonio Cultural de la Nación por el Ministerio de Cultura por ser una importante celebración religiosa, donde se ponen en manifiesto elementos tradicionales propios de la cultura local, la cual constituye un referente de identidad para esta población, heredera de una importante tradición de ritualidad.
- Aniversario de Fundación española, se celebra en el mes de octubre.[11]

## Turismo
- Huacas del Sol y de la Luna
- Balneario Las Delicias
- Campiña de Moche